# Reimi Yoshimura
Reimi Yoshimura (jap. 吉村 玲美, Yoshimura Reimi; * 22. April 2000 in Chigasaki) ist eine japanische Leichtathletin, die sich auf den Hindernislauf spezialisiert hat.

## Sportliche Laufbahn
Erste internationale Erfahrungen sammelte Reimi Yoshimura 2019 bei den Weltmeisterschaften in Doha, bei denen sie mit 9:55,72 min im Vorlauf ausschied. Im Jahr darauf siegte sie in 9:54,50 min beim Seiko Golden Grand Prix und 2021 siegte sie in 9:51,47 min beim Mikio Oda Memorial Athletics Meet. Auch 2022 siegte in 9:52,16 min beim Mikio Oda Memorial Athletics Meet und schied anschließend bei den Weltmeisterschaften in Eugene mit 9:58,07 min im Vorlauf aus. Bei den Crosslauf-Weltmeisterschaften 2023 in Bathurst wurde sie nach 38:34 min 53. im Einzelrennen. Im Juli gewann sie bei den Asienmeisterschaften in Bangkok in 9:48,48 min die Bronzemedaille im Hindernislauf hinter der Inderin Parul Chaudhary und Xu Shuangshuang aus der Volksrepublik China.
In den Jahren 2019 und 2023 wurde Yoshimura japanische Meisterin im Hindernislauf.

## Persönliche Bestzeiten
- 3000 m Hindernis: 9:39,86 min, 11. Juni 2022 in Osaka